# Zetman
Zetman ist eine Mangareihe des japanischen Künstlers Masakazu Katsura, die zwischen 2002 und 2014 im wöchentlich erscheinenden und von Shūeisha herausgegebenen Magazin Young Jump veröffentlicht wurde. Die Reihe behandelt die Geschichte von Jin Kanzaki und Kōga Amagi, die in einer ständigen Rivalität zueinander stehen und unterschiedliche Ideale vertreten. Beide verfügen über übermenschliche Kräfte. Jin bekam diese in die Wiege gelegt und ist als ZET bekannt, während Kōga sich fortgeschrittene Technologien zunutze macht und Alphas genannt wird.
Die Mangareihe wurde im Jahr 2012 durch das Animationsstudio TMS Entertainment als Anime-Fernsehserie umgesetzt.

## Handlung
In einer nahen Zukunft ergötzt sich ein elitärer Kreis an blutigen Ringkämpfen zwischen mutierten Wesen, die Player genannt werden. Bei diesem Wettspektakel kommt es eines Tages jedoch zu einem Zwischenfall, der in einer Katastrophe endet. Die Player geraten außer Kontrolle, töten alle anwesenden Zuschauer und können schließlich entkommen. Die einzigen Überlebenden sind 13 Player und zwei Wissenschaftler. Einer der beiden hält dabei ein mutiertes Baby, Jin Kanzaki, im Arm, das er zu schützen versucht. Erkennbar ist die Mutation an einem Ring, der am Handrücken unter der Haut steckt.
Nach einem Zeitsprung wird Jin als Jugendlicher gezeigt, der in einem Obdachlosenquartier groß wird. Trotz seiner gutmütigen Natur fehlen ihm jedoch wesentliche Aspekte des menschlichen Umgangs. So kann er weder recht Gut und Böse unterscheiden und hat auch keine Vorstellung vom Tod oder Emotionen wie Mitleid oder Trauer. Dennoch gelingt es ihm, eine Freundschaft zum gleichaltrigen Kōga Amagi und seiner Schwester Konoha Amagi aufzubauen. Gemeinsam streifen sie durch die Stadt und versuchen, Verbrechen zu vereiteln. Allerdings wird hier schon deutlich sichtbar, dass Jin und Kōga eine sehr unterschiedliche Auffassung von Gerechtigkeit haben. Während Jin für seine Hilfe Geld verlangt, will Kōga ihn dazu bringen, dies als freiwilligen Dienst ohne Gegenleistung zu sehen,  was Jin nicht wirklich verstehen kann. Insbesondere klafft auch eine große finanzielle Lücke zwischen den Freunden, denn Kōga kommt aus der reichen, traditionellen Familie der Amagi.
Bei einem der nächtlichen Patrouillen rettet Jin, der bereits jetzt große Kräfte offenbart, die Prostituierte Akemi Kawakami vor einer Schlägertruppe. Sie zeigt sich großzügig und bedankt sich schließlich, indem sie ihm den versprochenen Lohn von 10.000 Yen auszahlt, den der etwas verspätet eintreffende Kōga ausgeschlagen hatte, und ihm auch ihre Adresse hinterlässt. Unterdessen wird jedoch das Obdachlosenquartier von einem Player angegriffen. Dabei kommen alle ums Leben. Einziger noch Überlebender ist Jins Ziehvater, der ihm aber auch nur noch ein paar Worte zurücklassen kann, bevor er auch verstirbt. Im letzten Gespräch wird deutlich, dass Jin noch keinerlei Vorstellung davon hat, was es bedeutet, tot zu sein. So packt er den Leichnam in einen Einkaufswagen und versucht Hilfe zu finden, um die „Krankheit“ heilen zu lassen. Dabei versucht er auch, Kōga per Mobiltelefon zu konsultieren, was aber daran scheitert, dass Kōgas Vater von den nächtlichen Streifzügen Wind bekommen hat, und das Telefon von Kōga während des Anrufs zerstört. So bleibt ihm letztlich nur noch die Adresse von Akemi übrig, die von der Situation zwar schockiert ist, aber ihn letztlich wie einen eigenen Sohn bei sich aufnimmt.

## Entstehung und Veröffentlichungen
Die Mangareihe Zetman wird von japanischen Künstler Masakazu Katsura geschrieben und gezeichnet. Die Veröffentlichung begann zunächst als 49-seitiger One Shot in der Herbstsonderausgabe (特別編集オータムスペシャル, tokubetsu henshū ōtamu supesharu) 1994 des Magazins Weekly Shōnen Jump von Shūeisha. Dieser One Shot erschien 1995 erneut in der Kurzgeschichtensammlung Zetman: Katsura Masakazu Tampenshū (ZETMAN 桂正和短編集) zusammen mit drei anderen zwischen 1989 und 1993 veröffentlichten Werken: Shin-no-Shin, Woman in the Man und Shadow Lady.
Die eigentliche Veröffentlichung der Serie Zetman startete im Oktober 2002 und endete im Juli 2014 im Magazin Young Jump. Die Kapitel wurden zu insgesamt 20 Tankōbon-Ausgaben zusammengefasst.
| - Bd. 1: 19. November 2003, ISBN 4-08-876529-X - Bd. 2: 19. November 2003, ISBN 4-08-876530-3 - Bd. 3: 19. Mai 2004, ISBN 4-08-876610-5 - Bd. 4: 17. Dezember 2004, ISBN 4-08-876720-9 - Bd. 5: 17. Juni 2005, ISBN 4-08-876808-6 - Bd. 6: 19. Dezember 2005, ISBN 4-08-876893-0 - Bd. 7: 19. Juli 2006, ISBN 4-08-877114-1 - Bd. 8: 19. Oktober 2007, ISBN 978-4-08-877340-7 - Bd. 9: 18. April 2008, ISBN 978-4-08-877416-9 - Bd. 10: 19. August 2008, ISBN 978-4-08-877493-0 | - Bd. 11: 19. Dezember 2008, ISBN 978-4-08-877565-4 - Bd. 12: 19. Mai 2009, ISBN 978-4-08-877637-8 - Bd. 13: 19. Oktober 2009, ISBN 978-4-08-877718-4 - Bd. 14: 19. April 2010, ISBN 978-4-08-877803-7 - Bd. 15: 17. Dezember 2010, ISBN 978-4-08-879080-0 - Bd. 16: 19. Oktober 2011, ISBN 978-4-08-879186-9 - Bd. 17: 29. März 2012, ISBN 978-4-08-879292-7 - Bd. 18: 19. November 2012, ISBN 978-4-08-879436-5 - Bd. 19: 19. Dezember 2013, ISBN 978-4-08-879810-3 - Bd. 20: 17. Oktober 2014, ISBN 978-4-08-890025-4 |

Eine deutsche Übersetzung von Burkhard Höfler erschien von August 2023 bis Februar 2025 vollständig in Doppelbänden bei Manga Cult. Außerhalb Japans wurde die Reihe außerdem von Editorial Ivrea in Argentinien, Grupo Editorial Vid in Mexiko, Star Comics in Italien, Glénat in Spanien und Tonkam in Frankreich veröffentlicht.

## Anime
Aufbauend auf der Handlung der Mangavorlage entstand die gleichnamige Anime-Fernsehserie Zetman, die vom Animationsstudio TMS Entertainment unter der Regie von Osamu Nabeshima umgesetzt wurde. Das Charakterdesign basiert auf dem Manga, wurde aber von Hirotoshi Takaya angepasst. Die künstlerische Leitung übernahm Shun’ichirō Yoshihara.
Die Erstausstrahlung der 13 Folgen umfassenden Serie erfolgte nachts vom 3. April bis 26. Juni (und damit am vorherigen Fernsehtag) auf YTV. Währenddessen begannen mit einigen Tagen Versatz ebenfalls die Sender BS11, Tokyo MX und Kids Station mit der Ausstrahlung. Parallel dazu begann die Übertragung mit englischem Untertitel als Simulcast durch Viz Media bei VizAnime und Hulu. Das Streaming war dabei auf die Vereinigten Staaten beschränkt.

### Synchronisation
| Rolle          | Japanischer Sprecher (Seiyū)       |
| -------------- | ---------------------------------- |
| Jin Kanzaki    | Daisuke Namikawa, Romi Park (jung) |
| Kōga Amagi     | Mamoru Miyano, Yuki Kaida (jung)   |
| Konoha Amagi   | Kana Hanazawa                      |
| Mitsugai Amagi | Shōzō Iizuka                       |
| Akemi Kawakami | Risa Hayamizu                      |
| Mayu Hashimoto | Ayumi Fujimura                     |
| Hanako Tanaka  | Mariya Ise                         |
| Seiji Haitani  | Kōji Yusa                          |

### Musik
Im Vorspann des Animes wurde der Titel dots and lines verwendet dessen Interpret als Yō Hitoto: loves Mummy-D (一青窈〜loves Mummy-D) angegeben ist. Dahinter verbergen sich die Sängerin Yō Hitoto und der unter dem Pseudonym Mummy-D bekannte Rapper Daisuke Sakama. Das Arrangement des Stücks übernahm Takeshi Kobayashi. Im Abspann ist der Titel Tomeru (とめる) zu hören, der ebenfalls von Yō Hitoto und Mummy-D interpretiert wurde.
Beide Titel sollen am 23. Mai 2011 von For Life Music Entertainment auf der Single dots and lines/Tomeru (dots and lines/とめる) veröffentlicht werden.